# Ryan Babel
Ryan Guno Babel (Amsterdam, 19 de desembre de 1986), més conegut simplement com a Ryan Babel, és un exfutbolista neerlandès que jugava d'extrem o davanter.
Babel va començar la seva carrera a l'Ajax el 1997, ascendint a l'equip juvenil fins al sènior. Va jugar tres temporades amb el primer equip abans de ser transferit al Liverpool FC a mitjans del 2007, on amb tres entrenadors successius no va aconseguir una posició regular al primer equip. Babel va ser venut al TSG 1899 Hoffenheim el gener del 2011, per una suma aproximadament la meitat de la que el Liverpool havia pagat. La seva etapa al Hoffenheim es va veure marcada per problemes disciplinaris amb tres entrenadors del club. L'estiu del 2012, Babel va rescindir l'últim any del seu contracte, convertint-lo en agent lliure, i va signar un contracte d'un any amb l'Ajax. Després va jugar pel Kasımpaşa S.K., el Beşiktaş JK i el Galatasaray SK a Turquia, l'Al Ain dels Emirats Àrabs Units, el Deportivo de La Coruña i un breu retorn a la Premier League amb el Fulham FC i una cessió a l'Ajax.
Babel va formar part de la selecció dels Països Baixos del 2005 al 2021 i ha representat el seu país a tots els nivells de les seleccions juvenils. Va jugar en dues Copes del Món, el 2006 i el 2010, arribant a la final d'aquest últim mundial.